# Степанов, Георгий Фёдорович
Степанов Георгий Фёдорович (1 мая 1917 — 1 декабря 1987) — вице-адмирал, участник Великой Отечественной войны, деятель советского Военно-морского флота, защитник Ленинграда.

## Биография
Степанов Георгий Фёдорович родился 1 мая 1917 года в Ленинграде. В 1940 году окончил Высшее военно-морское училище им. М. В. Фрунзе. После окончания училища был назначен на должность штурмана на тральщик «Штаг» на Балтийском флоте. Великую Отечественную войну Степанов закончил в звании главного штурмана 1-й бригады траления охраны водного района Таллинского морского оборонительного района на Балтийском флоте. В годы после войны он занимал должность главного штурмана 8-го ВМФ.
В 1952 году Степанов окончил Военно-морскую академию им. К. Е. Ворошилова, а в 1959 году — Военную академию Генерального штаба им. К.Е. Ворошилова. На протяжении Степанов занимал высокие должности, был начальником штаба дивизии кораблей эскадры Тихоокеанского флота. 
В 1963—1965 годах капитан 1-го ранга Г. Ф. Степанов командующий 150-й бригадой ракетных кораблей Черноморского флота. В 1966 году он занял должность заместителя начальника Черноморского высшего военного морского училища им. П. С. Нахимова. 
В период с 1968 по 1970 год оказывал интернациональную поддержку морскому флоту Индонезии. С 1970 по 1974 год занимал должность навальника Каспийского высшего военно-морского училища им. С. М. Кирова. В 1974 году Степанов был назначен на должность заместителя начальника Высших Специальных офицерских классов Военно-морского флота по педагогической и научной работе.
В 1976 году Степанов был уволен в запас. Скончался 1 декабря 1987 года в Ленинграде, был похоронен на Серафимовском кладбище.

## Награды
- Медаль: «В память 250-летия Ленинграда»
- Медаль: «За боевые заслуги»
- Медаль: «За оборону Ленинграда»
- Медаль: «За победу над Германией в Великой Отечественной войне 1941—1945 гг.»
- Орден Красного Знамени
- Орден Красной Звезды[3]
- Орден Нахимова II степени
- Орден Отечественной войны II степени
- Орден Отечественной войны I степени

- Орден "За службу Родине в Вооруженных Силах СССР" III степени
- Юбилейная медаль: "20 лет Победы в Великой Отечественной войне 1941-1945 г."
- Юбилейная медаль: "30 лет Советской Армии и Флота"
- Юбилейная медаль: "40 лет Вооруженных Сил СССР"
- Юбилейная медаль: "50 лет Вооруженных Сил СССР"
- Юбилейная медаль: "За воинскую доблесть. В ознаменование 100-летия со дня рождения Владимира Ильича Ленина"